# Camille Nouvian
Pour les articles homonymes, voir Nouvian.
Camille Nouvian également connu sous le nom de Georges Nouvian (né Camille Georges Émile Nouvian), né le 19 avril 1887 à Soissons en France et mort le 25 janvier 1970 à Oran en Algérie à l'âge de 82 ans, est un résistant, homme politique communiste et médecin français. Il a notamment été membre conseil général de la Marne.

## Biographie

### Jeunesse
Camille Nouvian naît à Soissons, dans le département de l'Aisne. Son père, Émile André Auguste Nouvian, était un employé des Ponts et Chaussées. En 1911, Camille Nouvian se marie une première fois à Paris dans le cinquième arrondissement. Il fait ses études à la Faculté de médecine de Paris où il passera, en 1912, une thèse intitulée L'opération césarienne extrapéritonéale, ou accouchement suprasymphysaire.

### Carrière politique, emprisonnement et résistance
Dès 1928, il se présente aux élections législatives dans la deuxième circonscription de Reims où il récoltera 3 862 voix au premier tour et 3 657 au second,. En avril 1929, Camille Nouvian attaque devant la cour d'appel un dénommé Sireguey qu'il accuse de calomnie. Sireguey est condamné à 1000 francs de dommages et intérêts. Toujours en 1929, il part en URSS où il rencontrera à une dizaine de reprises des responsables du VOKS. En mars 1930, alors qu'il revenait de Russie, il participe à un meeting de protestation contre l'arrestation jugée arbitraire du gérant du journal L'Exploité. Il devient, en 1932, secrétaire du rayon communiste de Fismes. En mars 1934, Camille Nouvian se présente aux élections municipales complémentaires à Fismes. Il devient ainsi conseiller municipal jusqu'en mai 1935. 
À la suite de l’interdiction du PCF par le gouvernement de l’époque, de mai 1940 à décembre 1942, Camille Nouvian sera déplacé de camp en camp : il est d'abord arrêté par la police française et conduit à la prison de Reims, puis, est déplacé au camp d'internement du Château du Sablou. À la suite de la fermeture de ce camp en décembre 1940, il est transféré dans un autre camp à Saint-Paul en Haute-Vienne. En mars 1941, il est, une fois de plus, transféré dans un autre camp, celui Djelfa en Algérie, situé à environ 1200 mètres d'altitude. Enfin, il est déplacé à Dhaya, près d'Oran, où les conditions de vie sont moins rudes.
En décembre 1942, il réussit à s'évader du camp Dhaya et rejoint les corps francs d'Afrique sous le commandement du général Edgard de Larminat. Il participe, par la suite, à la résistance en étant membre des forces françaises libres.
À la sortie de la guerre, en 1945, il est élu conseiller général de la Marne. Il y siège jusqu'en novembre 1949 où il sera déclaré démissionnaire pour avoir quitté le territoire. En effet, cette année-là il repartit en Algérie à Oran pour se remarier.

### Sources
- L'Exploité : organe de défense et d'action du Bloc ouvrier et paysan sous le contrôle de la Fédération communiste de l'Aisne.  (ISSN 2127-6935).